# 克里斯蒂娜·阿尔韦迪
玛丽亚·克里斯蒂娜·阿尔韦迪·阿隆索（西班牙語：María Cristina Alberdi Alonso，1946年2月22日—2024年6月27日），西班牙女性权利活动家，律師，作家。曾任社会事务大臣。

## 生平
1946年出生于塞维利亚省托西纳。毕业于马德里大学法学专业，1974年开始从事女性权利活动。
1985年被参议院选为司法权总委员会成员，任期至1990年，是该机构设立以来的第一位女性成员。1993年至1996年在首相冈萨雷斯内阁中出任社会事务大臣。
1996年大选中当选眾議院议员，代表马拉加选区；2000年连任，代表马德里选区。由于对总书记萨帕特罗的异议，以及对埃塔谈判的分歧，她于2003年12月退出了西班牙工人社会党。2004年2月，她被马德里自治区主席埃斯佩兰萨·阿吉雷任命为该自治区反抗暴力委员会主席。

## 个人生活
1995年与编辑何塞·贝尼托·阿利克结婚。她的妹妹伊内斯·阿尔韦迪曾担任联合国妇女发展基金执行总干事。